# Deepsea Challenger
De Deepsea Challenger is een kleine bathyscaaf, gemaakt om de bodem van de Marianentrog te kunnen bereiken. Deze trog is zover bekend het diepste punt op aarde. Aan het bootje zijn 3D-camera's geplaatst, om ter plekke te kunnen filmen. De bathyscaaf werd gebouwd in Sydney door het onderzoeksbedrijf Acheron Project Pty Ltd. Op 26 maart 2012 bereikte James Cameron de bodem van de Marianentrog in een eenpersoonsvoertuig.

Tekening van de DCV-1